# Операція ЗСПР у Чечні (березень - квітень 1919)
Операція ЗСПР в Чечні (березень — квітень 1919) — каральна операція військ генерала Денікіна в площинній Чечні.

## Політична ситуація
Після завершення кампанії на Північному Кавказі перед білим командуванням залишалося ще кілька приватних завдань, одним із яких було підпорядкування Чечні, що дала притулок залишкам червоних військ та їхнім керівникам: Г. Орджонікідзе, М. Гикало, О. Дякову та ін. До того ж, треба було відновити залізничне сполучення на ділянці Грозний — Петровськ-Порт, де чеченці зруйнували полотно в обидва боки від Гудермеса.
Політична ситуація у Чечні була непростою. На відміну від інгушів, які повністю стояли на боці більшовиків, серед чеченців не було єдності. Чеченська національна рада розкололася на початку 1918 р. на дві частини: пробільшовицька гойтинська на чолі з Т. Ельдархановим та антибільшовицький Атагінський на чолі з І. Чуліковим.
14 лютого в Грозний з'явилися «губернатор» і «командувач військами», призначені Гірським меджлісом, і побажали вступити в управління містом і краєм. Їм було сказано, що Добровольча армія не визнає Уряду горців. Тоді згаданий уряд направив до Катеринодара делегацію на чолі з «головою союзної ради» Темірхановим. Ця делегація не була прийнята Денікіним, оскільки демонстративно відмовилася зустрічатися з головноначальником Терсько-Дагестанського краю генералом В. Ляховим. У П'ятигорськ до Ляхова поїхав переговори голова уряду П. Коцев.
Переговори зайшли в глухий кут, оскільки Гірський уряд вимагав передати йому владу на північно-східному Кавказі, спираючись при цьому на підтримку англійців і Азербайджан, а білі вимагали відставки цього уряду і пропонували зібрати з'їзд, який би обрав помічника головноначальника у справах горян і членів ради при головноначальнику. Горянам Денікін обіцяв автономію.
Однак двічі призначений з'їзд чеченських представників у Грозному не відбувся через відмову аулів Гойти і Шалі, які тримали бік більшовиків та приютили розбитих червоних, надіслати своїх представників.
Більшовицька агітація та діяльність емісарів Гірського уряду призвели до хвилювань у Чечні, знову було перервано залізничне сполучення з Петровськом, оскільки чеченці влаштували аварію двох ремонтних поїздів. Починалося повстання, центром якого став аул Гойти. Так як обстановка, що ускладнилася на Дону і Маничі вимагала спішного перекидання військ на північ, подальші переговори ставали вже не просто марними, але і небезпечними, і було вирішено придушити заколот силою.

## Військові дії
1-а кінна дивізія генерала П. Шатілова стояла на північному березі Сунжі, перекинувши свої передові частини на південний берег. Одна бригада була зосереджена у Михайлівській, а інша поблизу Грозного. Проміжок займався новосформованими частинами терців. Для проведення операції в Чечні Шатілов був підпорядкований генералу В. Ляхову, нещодавно призначеному головноначальником і командувачем військ Терсько-Дагестанського краю. У розпорядження Шатілова були передані щойно сформовані дві терські пластунські бригади під командуванням генералів І. Хазова та Д. Драценка.
У середині березня Ляхов віддав наказ про наступ у низинну Чечню. Шатілов вважав за необхідне направити головний удар на аул Гойти, військовий центр пробільшовицьких сил, проте на допомогу гойтинцям прийшли жителі сусідніх аулів і в боях 20—21 березня білі зазнали поразки і відступили до Грозного. За кілька днів Шатілов був поранений під час розвідки і тимчасово дивізію прийняв полковник Пугінін. Він повторив маневр Шатілова в аулі Гойти і теж невдало; сам полковник Пугінін у цій битві загинув.
Оскільки кавалерійським наскоком вирішити проблему не вдалося, білі розпочали проведення планомірної операції. До кінця березня 1919 в станиці Єрмоловській (нині Алхан-Кала) був зосереджений загін, що складався з 1-ї кінної дивізії, терських пластунських бригад, 7-го кубанського пластунського батальйону, Терської кінної батареї, 2-ї та 3-ї кінних батарей. -го кінно-артилерійського дивізіону, окремої кінно-гірської батареї та батареї 48-лінійних гаубиць. Усього — до 4 тисяч осіб при 12 гарматах та приблизно 50 кулеметах.
28 березня Шатілов отримав кулю в ногу під час проведення рекогносцювання біля станиці Єрмоловської, після чого вирушив на лікування до Катеринодару, здавши командування заступнику генералу Драценку.
План Драценка був таким: взяти першу лінію чеченських аулів по річці Сунжі та зрівняти їх із землею, після чого відійти у вихідне положення та запропонувати переговори, а у разі невдачі переговорів повторити операцію з другою лінією аулів.
Першою метою був Алхан-Юрт. Незадовго до початку операції білі бачили в біноклі з Єрмоловського комісара Гикало, який приїхав до аулу на мітинг.
Вночі 29 березня війська переправилися на чеченський берег із кінно-гірською батареєю, яка мала з короткої дистанції забезпечувати наступ піхоти на аул. Інші батареї було виставлено на панівних висотах північному березі для обстрілу Алхан-Юрта.
Кіннота забезпечувала операцію з південного сходу від аула Гойти і з південного заходу від аулів Гехі та Валерік, крім того, відрізала повідомлення аула Алхан-Юрт з тилом.
Кубанський пластунський батальйон атакував із північного заходу, терський — із північного сходу.
Під час штурму цього аулу війська зіткнулися із сильним опором. Чеченці зайняли ламану лінію оборони, використовуючи природні складки місцевості. Це дозволяло їм зустрічати супротивника сильним перехресним вогнем і давало артилерії вести прицільну стрілянину. Винтовочный огонь чеченцев отличался
|  | незвичайною влучністю, багато поранень у пластунів у верхній частині тулуба, тобто смертельні. Влучний вогонь чеченців вже на дистанції 1000 м примусив пластунів вдатися до перебіжок одиночними бійцями. |

Наступна піхота не могла коригувати вогонь артилерії, повідомляючи, що супротивник стріляє з усіх боків.
|  | Придані піхоті наші передові спостерігачі давали аналогічні відповіді; здебільшого будучи кадровими офіцерами, які пройшли школу великої війни, вони приходили в професійний захват від оборони чеченців. Усе вищевикладене змушувало пластунів зазнавати солідних втрат під час штурму першої лінії, особливо правий кубанський батальйон, який втратив убитими і пораненими значну кількість офіцерів і пластунів. |

Артилеристи знайшли вихід, зосереджуючи вогонь перед фронтом батальйонів. До 14-ї години дня козаки наблизилися на 250—300 метрів до північної околиці аулу. О 14:30 артилерія розпочала обстріл північної околиці, через 15 хвилин перенесла вогонь углиб поселення, а пластуни атакували північну та північно-східну околиці аулу. Вони запалювали все, що могло горіти, щоб лінія пожежі вказувала артилерії район просування військ. Чеченці подекуди чинили затятий опір. Надвечір аул був зайнятий. Полонених не брали. Кільком чеченцям кіннота дозволила втекти, щоб вони розповіли своїм одноплемінникам про участь захисників Алхан-Юрта. За словами Денікіна, чеченці втратили до тисячі людей.
|  | Аул весь був відданий вогню і горів усю ніч і наступного дня. Висвітлюючи вночі далеко рівнину Чечні, нагадуючи всім непокірним, що на них чекає завтра. |

Військові дії тривали до 9 квітня, потім чеченці погодилися на переговори і війська відтяглися до Єрмоловської та Грозного.

## З'їзд Чеченського народу
Ляхов втретє призначив чеченський з'їзд, запросивши на ньому і Коцева. До призначеного дня Денікін прибув до Грозного разом із англійським представником генералом Бріггсом. Коцев не приїхав. Замість нього Горська рада направила «трьох осіб на чолі з яскравим русофобом і напівбільшовиком своїм головою Каплановим для переговорів із командуванням». Однак делегація, дізнавшись про події в Чечні, затрималася у Шалі, не наважуючись проїхати до Грозного. З Шалі Капланов повідомив Денікіну, що «ніякі переговори з окремими племенами чи селищами не мають в очах Горського союзу жодної певної сили». Денікін, своєю чергою, не визнаючи повноважень Горського уряду, не збирався вести переговори про долю кавказьких народів.
Незабаром стало відомо, що переговори, якби вони навіть і відбулися, були б марними, оскільки інструкція, дана делегації на секретному засіданні меджлісу, гласила: 1) вимагати від Добровольчої армії очищення всієї міської території; 2) жодної співпраці з армією Денікіна; 3) розпуск усіх мобілізованих горян. Це, за словами Денікіна, було надруковано в офіціозі «Вісник Гірської республіки» від 12-16 квітня 1919 року.
11 квітня у Грозному відкрився «З'їзд Чеченського народу», до якого звернулися Денікін та англійський представник у Закавказзі генерал Ч. Бріггс . Денікін закликав чеченців видати більшовицьких комісарів та награбоване червоноармійцями, обіцяючи натомість пощадити взятих у полон місцевих лідерів. Чеченцям було надано самоврядування, правителем Чечні і водночас Помічником Головного краєм генерал-лейтенанта Ляхова було обрано горцями генерал Е. Алієв, при якому діяв своєрідний уряд — Горська рада. Помічником Алієва став Чуліков.
За словами Денікіна, у з'їзді брали участь представники всього Грозненського округу та п'яти аулів Веденського. Вони з однаковою недовірою ставилися і до меджлісу, і добровольців. Більшовики викликали в них велику симпатію, тому що не заважали розправам над терськими козаками та росіянами. Тепер вони боялися помсти і розіслана по аулам листівка з промовою Коцева, в якій він заявляв, що в Терську область буде призначено генерал-губернатора з козаків, сильно їх розбурхала. Денікін пише, що пункт про козачого генерал-губернатора Коцев додав від себе до переліку ультимативних вимог, пред'явлених у лютому генералом О. Гейманом інгушському народу, старшини 12 низинних інгушських аулів, злякавшись розправи підкорилися ультимату. жилиш, що призвело до безумовного послуху тубільців вимогам Коцева. Ні Ляхов, ні Ерделі, що змінив його, не належали до козацького стану.
Денікін повторив перед з'їздом вимоги генерала Ляхова, невиконання яких і викликало каральні акції. Вимоги були такими:
1. Підкоритись управлінню Добрармії, зберігаючи внутрішнє самоврядування.
2. Видати червоноармійців — ватажків більшовиків та абреків.
3. Видати артилерію та кулемети.
4. Видати все награбоване та вивезене до Чечні червоноармійцями. Повернути усі викрадені залізничні матеріали.
5. Доставити на найближчі станції та в аул Алди продовольство для військ за справедливу плату.
6. Повернути розграбоване майно Новогрозненських промислів.
7. Повернути жителям Грозного все звезене до Чечні на зберігання їхнє власне майно (так делікатно було названо викрадене чеченцями).
Присутність генерала Бріггса була потрібна для того, щоб розвіяти у горян ілюзії щодо англійської допомоги проти Денікіна. Бріггс заявив на з'їзді, що Англія підтримує Добровольчу армію і радив чеченцям дати можливість виправити залізницю, припинити усобицю та допомогти у боротьбі з більшовиками.
Після короткої наради збори прийняли умови Денікіна.

## Закінчення операції
Не вся низинна Чечня прийняла вимоги білих. Особливу ворожість виявили аули Цоці-Юрт і Гудермес, за якими потрібно було завдати удару, щоб забезпечити безпеку залізниці.
У середині квітня Драценко атакував Цоці-Юрт. Чеченці намагалися повторити метод оборони Алхан-Юрта, але оскільки місцевість перед аулом була рівна, їм довелося викопати ряд окопів, які росіяни накрили вогнем 48-лінійних гаубиць, які перемішали захисників із землею. Атака пластунів відтіснила чеченців до аулу, після чого Драценко припинив наступ. Чеченці здалися і війська були відведені до Грозного.
Після цього кілька днів тривали переговори із жителями Гудермеса. Коли стало зрозуміло, що чеченці їх затягують, готуючись до оборони, Драценко на Страсному тижні виступив на Гудермес, провівши війська по руїнах знищеної чеченцями в 1917 р. станиці Кахановської. Гудермес був сильно укріплений і білі побоювалися великих втрат під час штурму. На висоті на захід від аулу чеченці викопали окопи, але артилерія засипала їх шрапнеллю. Захисники окопів, зазнавши великих втрат, вискочили з них і розсипалися по висоті. Проте схил висоти був звернений до білих і піхота легко викошувала чеченців кулеметним вогнем.
Тим часом лівий фланг пластунів увірвався на околицю аула і підпалив її. Чеченці, побачивши полум'я, негайно підняли білий прапор і вислали парламентерів, які благали про одне — «не палити аул». Драценко скасував штурм і повернувся до Грозного.
Пізніше було проведено кілька військових акцій. Аул Шалі, де зібралися дагестанці, надіслані Гірським урядом, був обкладений військами, і жителі прогнали дагестанців під загрозою руйнування аула.

## Підсумки
Денікіну вдалося на деякий час утихомирити низинну Чечню і відновити рух залізницею. Мескер-Юрт, Герменчук, Белгатой, Нові Атаги, Дуба-Юрт, що підтримували білих аули, організували зі своїх жителів Чеченський кінний полк, пізніше розгорнутий у дивізію. Однак більшовицькі комісари сховалися в гірських районах, де благополучно дочекалися приходу Червоної армії у березні 1920 року. Під впливом пропаганди агентів більшовиків та Гірського уряду чеченці з низини почали перебиратися в гори. За даними контррозвідки, вже у травні Узун-Хаджі та А. Шеріпов розпочали формування загонів для нападу на Грозний. Торішнього серпня у Чечні почалося велике повстання.
У військовому плані чеченці на своїй території були досить сильним противником, проте, незнайомі з можливостями сучасної артилерії, були приречені на поразку.